# Aeschnophlebia shanxiensis
Aeschnophlebia shanxiensis – gatunek ważki z rodziny żagnicowatych (Aeshnidae). Występuje w środkowych i wschodnich Chinach; stwierdzono go w prowincjach Henan, Shanxi i Hebei oraz w Pekinie.